# Real Sitio de San Ildefonso
Real Sitio de San Ildefonso er en kommune i det centrale Spanien i provinsen Segovia. Den har et indbyggertal på 5.205 (2024) indbyggere.